# Ampelisca naikaiensis
Ampelisca naikaiensis är en kräftdjursart. Ampelisca naikaiensis ingår i släktet Ampelisca och familjen Ampeliscidae. Inga underarter finns listade i Catalogue of Life.